# Działko Colt Mk 12

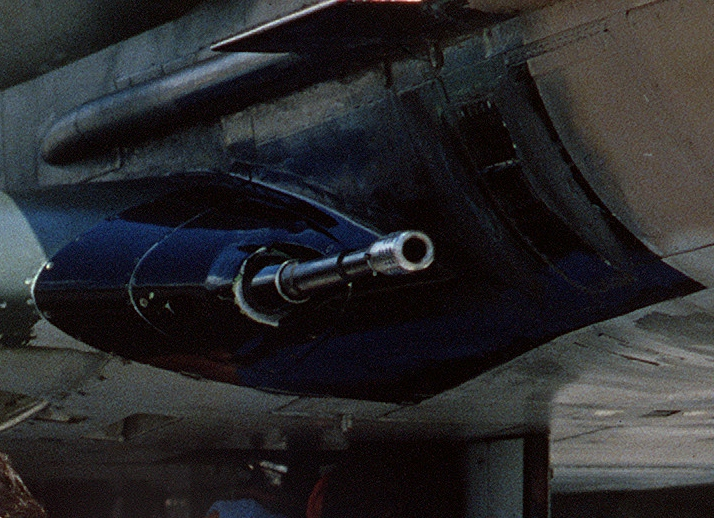
Działko Mk 12 zamontowane w samolocie A-4K Skyhawk

Colt-Browning Mk 12 – 20-mm działko automatyczne używane przez Marynarkę Wojenną USA po II wojnie światowej.

## Historia rozwoju
Mk 12 było ulepszoną odmianą bardzo popularnego podczas II wojny światowej działka Hispano HS 404, używanego jako uzbrojenie myśliwców amerykańskich i brytyjskich. Strzelało lekkimi pociskami z dużym ładunkiem prochowym dla zwiększenia prędkości wylotowej i szybkostrzelności kosztem siły niszczącej. Wprowadzone do służby w amerykańskiej Marynarce Wojennej i Korpusie Piechoty Morskiej w połowie lat 50. XX wieku, jako następca morskiego działka M3.
W użytkowaniu działko Mk 12 okazało się mało skuteczne. Chociaż prędkość wylotowa i szybkostrzelność były zadowalające, samo działko było zawodne i niecelne. Piloci samolotów F-8 Crusader latający nad Wietnamem doceniali obecność działka, ale jego zacinanie się było zbyt częste, zwłaszcza przy ostrych manewrach podczas walk powietrznych. 
Pomimo to działko Colt Mk 12 było standardowym wyposażeniem samolotów marynarki i piechoty morskiej od wczesnych lat 50. do początku 60., zwłaszcza na pokładach F4D Skyray, F3H Demon, A-4 Skyhawk, F-8 Crusader i A-7 Corsair II.
Mk 12 nie jest tą samą konstrukcją co Pontiac M39, używane w samolotach F-100 Super Sabre i F-101 Voodoo lotnictwa USA, pomijając ten sam kaliber.

## Dane techniczne działka Colt Mk 12
- Rodzaj: jednolufowe działko automatyczne
- Kaliber: 20 mm
- Zasada działania: odprowadzenie gazów prochowych
- Długość: nieznana
- Masa całkowita: 46 kg
- Szybkostrzelność: 1000 strzałów na minutę
- Prędkość wylotowa: 1010 m/s
- Masa pocisku: 110 g